# Militärische Ränge im Zweiten Weltkrieg
Die folgende Tabelle zeigt die vergleichbaren Offiziersdienstgrade der wichtigsten Alliierten und Achsenmächte im Zweiten Weltkrieg.
Nicht gezeigt sind:
- China (auf der Seite der Alliierten)
- Frankreich bzw. Forces françaises libres (auf der Seite der Alliierten)
- Polen bzw. Exilregierung (auf der Seite der Alliierten)

SCHLÜSSEL:
| –                     | –                                                            | –                                        | Generalissimus der Sowjetunion (Генерали́ссимус Сове́тского Сою́за) | –                                                                                          | Erster Marschall des Reiches                                               | Marschall von Finnland                                      | Dai-Gensui (japanisch 大元帥)                      |  |  |  |  |  |
| –                     | –                                                            | –                                        | – | Reichsmarschall des Großdeutschen Reiches                                                  | –                                                                          | –                                                           | –                                                  |  |  |  |  |  |
|                       |                                                              |                                          | |                                                                                            |                                                                            |                                                             |                                                    |  |  |  |  |  |
| OF-10                 | Admiral of the Fleet Field Marshal Marshal of the RAF        | Fleet Admiral General of the Army        | Marschall der Sowjetunion (Ма́ршал Сове́тского Сою́за) | Großadmiral Generalfeldmarschall Reichsführer SS                                           | Grand'Ammiraglio Maresciallo d’Italia Maresciallo dell'Aria                | Feldmarschall                                               | Gensui (元帥)                                      |  |  |  |  |  |
| OF-9                  | Admiral General Air Chief Marshal                            | Admiral General                          | Hauptmarschall einer Waffengattung (Главный маршал) Flottenadmiral (Адмирал флота) Armeegeneral (Генерал армии) Marschall einer Waffengattung (Маршал) Armeekommissar 1. Ranges Armeekommissar 2. Ranges | Generaladmiral Generaloberst SS-Oberst-Gruppenführer und Generaloberst der Waffen-SS       | Ammiraglio d'Armata Generale d'Armata Generale d'Armata Aerea              | Amiraali Amiral Kenraali General                            | Kaigun-Taishō (海軍大将) Rikugun-Taishō (陸軍大将) |  |  |  |  |  |
| OF-8                  | Vice-Admiral Lieutenant-General Air Marshal                  | Vice Admiral Lieutenant General          | Admiral (Адмира́л) Generaloberst (Генера́л-полко́вник) Korpskommissar | Admiral General SS-Obergruppenführer und General der Waffen-SS                             | Ammiraglio di Squadra Generale di Corpo d'Armata Generale di Squadra Aerea | Vara-amiraali Viceamiral Kenraaliluutnantti Generallöjtnant | Kaigun-Chūjhō (海軍中将) Rikugun-Chūjō (陸軍中将)  |  |  |  |  |  |
| OF-7                  | Rear-Admiral Major-General Air Vice-Marshal                  | Rear Admiral Major General               | Vizeadmiral (Ви́це-адмира́л) Generalleutnant (Генера́л-лейтена́нт) Divisionskommissar | Vizeadmiral Generalleutnant SS-Gruppenführer und Generalleutnant der Waffen-SS             | Ammiraglio di Divisione Generale di Divisione Generale di Divisione Aerea  | Kontra-amiraali Konteradmiral Kenraalimajuri Generalmajor   | Kaigun-Shōshō (海軍少将) Rikugun-Shōshō (陸軍少将) |  |  |  |  |  |
| OF-6                  | Commodore Brigadier Air Commodore                            | Commodore Brigadier General              | Konteradmiral (Ко́нтр-адмира́л) Generalmajor (Генера́л-майо́р) Brigadekommissar | Konteradmiral Generalmajor SS-Brigadeführer und Generalmajor der Waffen-SS                 | Contrammiraglio Generale di Brigata Generale di Brigata Aerea              | Kontra-amiraali Konteradmiral Kenraalimajuri Generalmajor   | Kaigun-Shōshō (海軍少将) Rikugun-Shōshō (陸軍少将) |  |  |  |  |  |
|                       |                                                              |                                          | |                                                                                            |                                                                            |                                                             |                                                    |  |  |  |  |  |
| OF-5                  | Captain Colonel Group Captain                                | Captain Colonel                          | Kapitän 1. Ranges Polkownik Regimentskommissar | Kommodore SS-Oberführer (Waffen-SS) Kapitän zur See Oberst SS-Standartenführer (Waffen-SS) | Capitano di Vascello Colonnello                                            | Kommodori Kommodor Eversti Överste                          | Kaigun-Daisa (海軍大佐) Rikugun-Taisa (陸軍大佐)   |  |  |  |  |  |
| OF-4                  | Commander Lieutenant-Colonel Wing Commander                  | Commander Lieutenant Colonel             | Kapitän 2. Ranges Podpolkownik Oberbataillonskommissar | Fregattenkapitän Oberstleutnant SS-Obersturmbannführer (Waffen-SS)                         | Capitano di Fregata Tenente Colonnello                                     | Komentaja Kommendör Everstiluutnantti Överstelöjtnant       | Kaigun-Chūsa (海軍中佐) Rikugun-Chūsa (陸軍中佐)   |  |  |  |  |  |
| OF-3                  | Lieutenant-Commander Major Squadron Leader                   | Lieutenant Commander Major               | Kapitän 3. Ranges Major Bataillonskommissar | Korvettenkapitän Major SS-Sturmbannführer (Waffen-SS)                                      | Capitano di Corvetta Maggiore                                              | Komentajakapteeni Kommendörkapten Majuri Major              | Kaigun-Shōsa (海軍少佐) Rikugun-Shōsa (陸軍少佐)   |  |  |  |  |  |
|                       |                                                              |                                          | |                                                                                            |                                                                            |                                                             |                                                    |  |  |  |  |  |
| OF-2                  | Lieutenant Captain Flight Lieutenant                         | Lieutenant Captain                       | Kapitänleutnant Kapitän Oberpolitleiter (Oberpolitruk) | Kapitänleutnant Hauptmann/Rittmeister Hauptmann SS-Hauptsturmführer (Waffen-SS)            | Primo Capitano Tenente di Vascello Capitano                                | Kapteeniluutnantti Kaptenlöjtnant Kapteeni Kapten           | Kaigun-Daii (海軍大尉) Rikugun-Taii (陸軍大尉)     |  |  |  |  |  |
| OF-1                  | Sub-Lieutenant Lieutenant Flying Officer                     | Lieutenant Junior Grade First Lieutenant | Oberleutnant Politleiter (Politruk) | Oberleutnant zur See Oberleutnant SS-Obersturmführer (Waffen-SS)                           | Sottotenente di Vascello Primo Tenente                                     | Luutnantti Löjtnant                                         | Kaigun-Chūi (海軍中尉) Rikugun-Chūi (陸軍中尉)     |  |  |  |  |  |
| OF-1                  | Commissioned Warrant Officer Second Lieutenant Pilot Officer | Ensign Second Lieutenant                 | Leutnant Unterpolitleiter (Unterpolitruk) Unterleutnant | Leutnant zur See Leutnant SS-Untersturmführer (Waffen-SS)                                  | Guardiamarina Tenente Sottotenente                                         | Aliluutnantti Underlöjtnant Vänrikki Fänrik                 | Kaigun-Shōi (海軍少尉) Rikugun-Shōi (陸軍少尉)     |  |  |  |  |  |
| Ungefähres Äquivalent | Union Flag                                                   | Flag of the USA                          | Flag of the USSR |                                                                                            | Königreich Italien                                                         | Flagge Finnland                                             | Flag of the Empire of Japan                        |  |  |  |  |  |